# Eleição municipal de Campinas em 2016
A eleição municipal de Campinas de 2016 ocorreu no dia 02 de outubro do mesmo ano, com o objetivo de eleger um prefeito e seu vice, e 33 vereadores. A cidade de Campinas, Estado de São Paulo, Brasil, elegeu no ano de 2016 o prefeito Jonas Donizete, do PSB, com 65,43% dos votos válidos e o vice Henrique Magalhães Teixeira, do PSDB. Além do vencedor Jonas Donizete, a disputa para a prefeitura da cidade contou com mais 8 candidatos para a eleição, sendo eles: Artur Orsi (PSD), Marcio Pochmann (PT), Dr. Hélio (PDT), Marcela Moreira (PSOL), Surya Guimaraens (REDE), Jacó Ramos (PHS), Marcos Margarido (PSTU) e Edson Dorta (PCO). 
O candidato Dr. Hélio (PDT) teve sua candidatura negada pela Justiça Eleitoral, pois suas contas foram rejeitadas em seu governo entre 2006 e 2010, ele teve a perda no mandato nesta época, e por isso, estaria inelegível, impedido de participar das eleições à prefeitura da cidade de Campinas em 2016.
À candidatura para o cargo de vereador contou com a disputa de 102 candidatos, porém somente 33 parlamentares foram eleitos para preencher os lugares na Câmara dos Vereadores, sendo estes 23 reeleitos, 10 novos candidatos. O candidato mais votado foi Rafa Zimbaldi (PP), eleito com 11.640 votos válidos. 

## Antecedentes
Nas eleições municipais de Campinas do ano 2012, o candidato eleito para a prefeitura da cidade foi Jonas Donizette, do PSB. Ele disputou o cargo com mais 6 candidatos, incluindo Pedro Serafim Junior, do PDT, ex prefeito da cidade, candidato à reeleição. A disputa pela prefeitura do ano de 2012 teve dois turnos, que indicaram dois favoritos para à eleição: Jonas Donizette e Marcio Pochmann. No segundo turno, Jonas Donizette foi eleito com 57,69% dos votos válidos.
33 vereadores foram eleitos nesta data. 

## Eleitorado
Campinas teve, no ano de 2016, 822.036 eleitores aptos para a votação, porém, dentre eles, somente 77,38% foram votantes, e 22,62% estavam ausentes. 

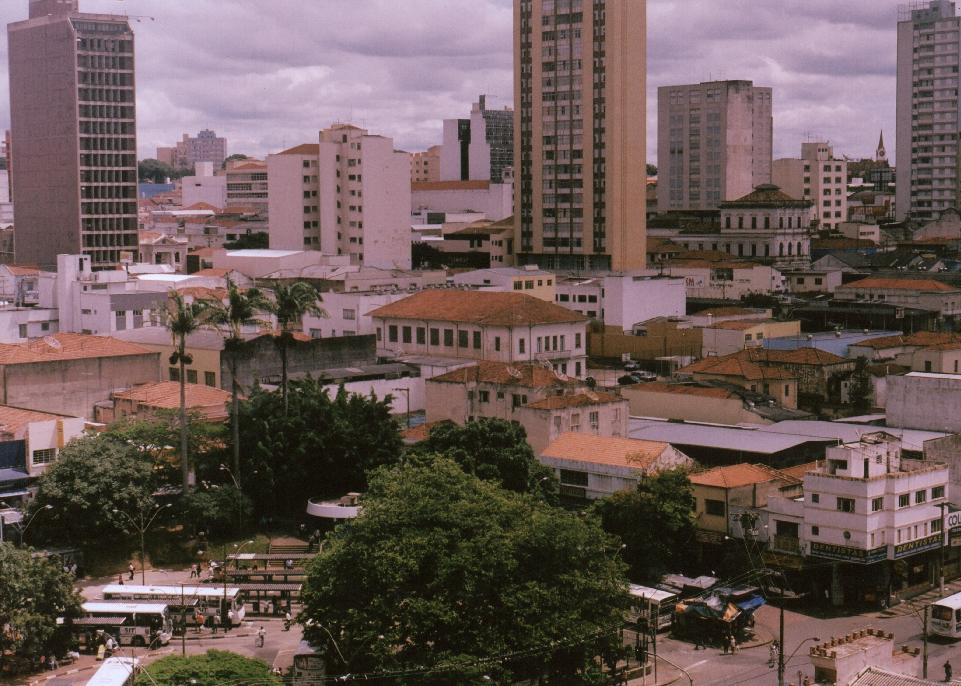
Terminal Centro

## Candidatos à prefeitura

### Prefeitos
| CANDIDATO        | VICE                                | PARTIDO | COLIGAÇÃO |
| ---------------- | ----------------------------------- | ------- | --- |
| Jonas Donizette  | Henrique Magalhães Teixeira (PSDB)  | PSB     | Campinas Olhando Pra Frente PPL / PSB / PP / PTB / PMDB / PSL / PTN / PSC / PR / PPS / DEM / PSDC / PRTB / PMN / PMB / PV / PSDB / PC do B / PROS / PT do B / SD / PRP / PRB |
| Dr. Hélio        | Renata Sunega (PDT)                 | PDT     | Com a Força do Povo PDT/ PTC |
| Artur Orsi       | Flávio Maynardes Araújo (PSD)       | PSD     | Mudança de verdade PSD / PEN |
| Marcio Pochmann  | Vera Lúcia (PT)                     | PT      | - |
| Marcela Moreira  | Paulo Santos (PSOL)                 | PSOL    | - |
| Surya Guimaraens | Guilherme Oliveira (REDE)           | REDE    | - |
| Jacó Ramos       | Benedita Rosa Santana e Silva (PHS) | PHS     | - |
| Marcos Margarido | Taigor Martino (PSTU)               | PSTU    | - |
| Edson Dorta      | Arthur Silveira (PCO)               | PCO     | - |

## Campanha Eleitoral
Os candidatos à prefeitura de Campinas tiveram suas campanhas eleitorais financiadas por doações e despesas contratadas. Dentre estas arrecadações, os gastos foram divididos na campanha para a realização de atividades como confecção de material gráfico, gastos com a produção audiovisual da campanha visual e pagamentos de serviços prestados (cabos eleitorais, postos de gasolina e restaurantes). Alguns candidatos não declararam nenhuma despesa de campanha, dentre eles Edson Dorta (PCO). Marcos Margarido (PSTU) informou ter desembolsado somente 633,00 reais. 
A campanha eleitoral do candidato eleito, Jonas Donizette, foi marcada por grandes promessas para a cidade de Campinas, mas também por algumas polêmicas relacionadas à corrupção. Jonas obteve um financiamento de campanha avaliado em 3,1 milhões de reais, valor considerado dentro do aceito pelo Supremo Tribunal Federal. Este valor foi composto por doações feitas por doações e por despesas contratadas. A maior parte da arrecadação eleitoral de Jonas saiu do Fundo Partidário, cerca de 1,5 milhões de reais.
Por ser um candidato reeleito, Jonas tinha como principal ideal para sua campanha a continuidade de seu trabalho iniciado na prefeitura anterior. Dentre suas promessas de campanha estavam as seguintes propostas: Abertura de novas matrículas em creches e escolas de ensino infantil; Investimento em saúde, especialmente, para crianças, idosos e mães, intensificando ações do programa "Saúde da Família"; Ampliação da ronda escolar, fiscalização da guarda ambiental e do programa "GM Amigo da Mulher"; Investimentos na criação de unidades habitacionais; Por fim, continuidade no processo de licitação do Teatro de Ópera Carlos Gomes e a contratação do projeto de reforma do Centro de Convivência Cultural. 
Entretanto, Jonas Donizette precisou comprovar algumas movimentações realizadas em sua campanha. Ele foi citado em um planilha da Odebrecht, apreendida pela Polícia Federal, a qual indicava uma doação ilícita de 300 mil reais. Em nota oficial, Jonas negou o recebimento dessas doações. Nenhuma contribuição do grupo Odebrecht consta da prestação de contas do prefeito apresentada ao Tribunal Superior Eleitoral. As únicas doações para a campanha são da empresa Gencons Avant Gard Empreendimentos, e Pav-Mix, com o valor de 150 mil reais.

## Pesquisas
A primeira pesquisa feita pelo Ibope a respeito da campanha pela prefeitura de Campinas foi divulgada no dia 22 de agosto de 2016. A pesquisa foi encomendada pela EPTV e ouviu 602 eleitores entre os dias 18 e 22 de agosto. Os resultados das pesquisas encontram-se na tabela abaixo, eles possuem 4 pontos percentuais como margem de erro, para mais ou para menos. 
| CANDIDATO        | PARTIDO | PORCENTAGEM |
| ---------------- | ------- | ----------- |
| Jonas Donizette  | PSB     | 40%         |
| Dr. Hélio        | PDT     | 12%         |
| Artur Orsi       | PSD     | 8%          |
| Marcio Pochmann  | PT      | 5%          |
| Marcela Moreira  | PSOL    | 4%          |
| Jacó Ramos       | PHS     | 1%          |
| Edson Dorta      | PCO     | 1%          |
| Marcos Margarido | PSTU    | 0%          |
| Surya Guimaraens | REDE    | 0%          |

| BRANCOS/NULOS             | 23% |
| Não sabem/Não responderam | 7%  |

Ainda nesta pesquisa realizada pela Ibope, os eleitores avaliaram a candidatura de Jonas Donizette nos anos anteriores de sua prefeitura. Esta informação foi importante principalmente para que os eleitores indicassem seus motivos para a reeleição do candidato.
| CLASSIFICAÇÃO    | PORCENTAGEM |
| ---------------- | ----------- |
| Ótima            | 4%          |
| Boa              | 26%         |
| Regular          | 39%         |
| Ruim             | 12%         |
| Péssima          | 16%         |
| Não sabe avaliar | 3%          |

A segunda pesquisa feita pelo Ibope tiveram os seguintes resultados: 
| CANDIDATO        | PARTIDO | PORCENTAGEM |
| ---------------- | ------- | ----------- |
| Jonas Donizette  | PSB     | 49%         |
| Marcio Pochmann  | PT      | 13%         |
| Artur Orsi       | PSD     | 11%         |
| Dr. Hélio        | PDT     | 8%          |
| Marcela Moreira  | PSOL    | 3%          |
| Surya Guimaraens | REDE    | 1%          |
| Jacó Ramos       | PHS     | 0%          |
| Marcos Margarido | PSTU    | 0%          |
| Edson Dorta      | PCO     | 0%          |

| BRANCOS/NULOS             | 11% |
| Não sabem/Não responderam | 4%  |

## Resultados
Abaixo as tabelas apontam o resultados das eleições do município de Campinas.

### Prefeito[12]
| Candidato        | Partido | Total         | Porcentagem |
| ---------------- | ------- | ------------- | ----------- |
| Jonas Donizette  | PSB     | 323.308 VOTOS | 65,43%      |
| Dr. Hélio        | PDT     | INELEGÍVEL    | -           |
| Artur Orsi       | PSD     | 76.250 VOTOS  | 15,43%      |
| Marcio Pochmann  | PT      | 74.334 VOTOS  | 15,04%      |
| Marcela Pereira  | PSOL    | 15.187 VOTOS  | 3,07%       |
| Surya Guimaraens | REDE    | 2.225 VOTOS   | 0,45%       |
| Jacó Ramos       | PHS     | 1.965 VOTOS   | 0,40%       |
| Marcos Margarido | PSTU    | 613 VOTOS     | 0,12%       |
| Edson Dorta      | PCO     | 279 VOTOS     | 0,06%       |

### Vereador[4]
| Candidato                  | Partido | Número | Total        | Porcentagem |
| -------------------------- | ------- | ------ | ------------ | ----------- |
| Rafa Zimbaldi              | PP      | 11567  | 11,640 VOTOS | 2.23%       |
| Campos Filho               | DEM     | 25000  | 7,314 VOTOS  | 1.40%       |
| Pedro Tourinho             | PT      | 13001  | 7,001 VOTOOS | 1.34%       |
| Mariana Conti              | PSOL    | 50100  | 6,956 VOTOS  | 1.33%       |
| Luiz Henrique Cirilo 45678 | PSDB    | 45678  | 6,805 VOTOS  | 1.30%       |
| Fernando Mendes            | PRB     | 10123  | 6,774 VOTOS  | 1.30%       |
| Professor Alberto          | PR      | 22000  | 6,288 VOTOS  | 1.20%       |
| Jorge da Farmácia          | PSDB    | 45222  | 6,057 VOTOS  | 1.16%       |
| Rodrigo da Farmadic        | PP      | 11111  | 5,799 VOTOS  | 1.11%       |
| Zé Carlos                  | PSB     | 40678  | 5,791 VOTOS  | 1.11%       |
| Marcos Bernardelli         | PSDB    | 45234  | 5,044 VOTOS  | 0.97%       |
| Gilberto Vermelho          | PSDB    | 45200  | 4,873 VOTOS  | 0.93%       |
| Edison Ribeiro             | PSL     | 17200  | 4,858 VOTOS  | 0.93%       |
| Vinicius Gratti            | PSB     | 40000  | 4,854 VOTOS  | 0.93%       |
| Jorge Schneider            | PTB     | 14123  | 4,347 VOTOS  | 0.83%       |
| Nelson Hossri              | PTN     | 19019  | 4,335 VOTOS  | 0.83%       |
| Flôres                     | PSB     | 40345  | 4,308 VOTOS  | 0.82%       |
| Gustavo Petta              | PC do B | 65656  | 4,211 VOTOS  | 0.81%       |
| Rubens Gas                 | PSC     | 20500  | 4,079 VOTOS  | 0.78%       |
| Pastor Elias Azevedo       | PSB     | 40222  | 4,029 VOTOS  | 0.77%       |
| Tenente Santini            | PSD     | 55190  | 4,007 VOTOS  | 0.77%       |
| André Von Zuben            | PPS     | 23123  | 3,991 VOTOS  | 0.76%       |
| Rossini                    | PV      | 43123  | 3,767 VOTOS  | 0.72%       |
| Marcelo Silva              | PSD     | 55055  | 3,615 VOTOS  | 0.69%       |
| Tico Costa                 | PP      | 11900  | 3,601 VOTOS  | 0.69%       |
| Filipe Marchesi            | PR      | 22012  | 3,561 VOTOS  | 0.68%       |
| Aurélio                    | PMB     | 35000  | 3,510 VOTOS  | 0.67%       |
| Luis Yabiku                | PSB     | 40456  | 3,332 VOTOS  | 0.64%       |
| Carmo Luiz                 | PSC     | 20220  | 3,172 VOTOS  | 0.61%       |
| Aílton da Farmácia         | PSD     | 55888  | 3,025 VOTOS  | 0.58%       |
| Perminio Monteiro          | PV      | 43043  | 2,912 VOTOS  | 0.56%       |
| Paulo Galterio             | PSB     | 40230  | 2,789 VOTO   | 0.53%       |
| Carlao do Pt               | PT      | 13613  | 2,241 VOTOS  | 0.43%       |

## Análises
A reeleição do candidato Jonas Donizette ficou marcada por uma satisfação dos eleitores e por uma por campanha estruturada e com propostas de governo qualificadas. Apesar disso, após de um mês de sua reeleição, Jonas declarou quebra financeira da Prefeitura de Campinas. 25% dos funcionários foram informados que seus salários seriam parcelados, com exceção daqueles que recebem 5.4 mil reais. Em nota, ele relacionou a quebra da prefeitura à crise econômica do país.
Para os outros candidatos que participaram das eleições de Campinas, este fato é o resultado da má administração do dinheiro público realizado pelo atual prefeito, Jonas Donizette. 